# Dee Dee Ramone
Douglas Glenn "Gabo" Colvin, Fort Lee (Virgínia), 18 de setembre de 1951 - Hollywood, Los Angeles, 5 de juny de 2002, més conegut com a Dee Dee Ramone, fou membre cofundador i baixista del grup de punk The Ramones.

## Biografia
Dee Dee es mantingué en actiu al grup The Ramones des de la seva creació el 1974 fins al 1989 en que decidí marxar després de gravar l'àlbum Brain Drain.
El 1989 va gravar un àlbum de música rap sota l'àlies de Dee Dee King.
El 2001, juntament amb Marky Ramone i la seva dona, Barbara Zampini, va formar el grup The Ramainz on tocaven temes dels Ramones per diversió.
Els seguidors dels Ramones el reconeixen com el més entusiasta damunt l'escenari, degut al famós "one, two, three, four...". A més fou el membre més actiu en la composició de temes, inclús quan ja no formava part del grup.
També fou actiu com a pintor, camp en el que entrar de la mà de Paul Kostabi amb qui realitzà un seguit de treballs en equip.
Cap a la fi de la seva vida, va decidir traslladar-se a Banfield, Buenos Aires, Argentina, on va viure un temps amb la seva parella.
Dee Dee tingué una vida plena de conflictes personals, patia un trastorn bipolar i era addicte a l'heroïna. Va morir el 5 de juny de 2002 degut a una sobredosi.

## Discografia

### Àlbums amb The Ramones
- Ramones (1976)
- Leave Home (1977)
- Rocket to Russia (1977)
- It's Alive (1978)
- Road to Ruin (1978)
- End of the Century (1980)
- Pleasant Dreams (1981)
- Subterranean Jungle (1983)
- Too Tough to Die (1984)
- Animal Boy (1986)
- Halfway to Sanity (1987)
- Brain Drain (1989)

### Àlbums en solitari
- Standing in the Spotlight (1989) (amb el nom Dee Dee King Arxivat 2016-03-03 a Wayback Machine.)
- "Chinese Bitch 4 Song CD-EP" (1994)
- I Hate Freaks Like You (1994)
- Zonked (1997)
- Hop Around (2000)
- Greatest & Latest (2000)
- Too Tough To Die Live in NYC (2003)
- I (still) Hate Creeps Like You (2008)

### Singles ambThe Ramones
- "Blitzkrieg Bop" (1976)
- "53rd and 3rd" (1976)
- "I Wanna Be Your Boyfriend" (1976)
- "I Remember You" (1977)
- "Swallow My Pride" (1977)
- "Sheena Is a Punk Rocker" (1977)
- "Rockaway Beach" (1977)
- "Do You Wanna Dance?" (1978)
- "Don't Come Close" (1978)
- "Needles & Pins" (1978)
- "She's the One" (1979)
- "Rock 'n' Roll High School" (1979)
- "Baby, I Love You" (1980)
- "Do You Remember Rock 'n' Roll Radio?" (1980)
- "We Want the Airwaves" (1981)
- "She's a Sensation" (1981)
- "Psycho Therapy" (1983)
- "Time Has Come Today" (1983)
- "Howling at the Moon (Sha-La-La)" (1984)
- "Chasing the Night" (1985)
- "My Brain Is Hanging Upside Down (Bonzo Goes to Bitburg)" (1985)
- "Somebody Put Something in My Drink" (1986)
- "Something to Believe In" (1986)
- "Crummy Stuff" (1986)
- "A Real Cool Time" (1987)
- "I Wanna Live" (1987)
- "Pet Sematary" (1989)

### Singles en solitari
- "Funky Man" (1987) (amb el nom Dee Dee King)
- "What About Me?" (1993)
- "Chinese Bitch" (1994)
- "Do The Bikini Dance" (2002)
- "Bikini Bandits" (2002) tema de Bikini Bandits Experience
- Dee Dee Ramone / Terrorgruppe split single (2002)
- "Born to Lose" (2002)
- "Dee Dee Ramone" (2002)